# STI 5.0戰術型手槍
STI 5.0戰術型是由美國STI國際公司（STI International）設計及生產的1911樣式半自動手槍。

## 概述
STI 5.0戰術型是以著名的M1911手槍作原型而設計的半自動手槍，有9毫米、.40和.45三種口徑可供選擇。其模組化套筒是由鋼製成的，握把則為聚合物製成品，這種設計是對應高容量彈匣的必要原素。該槍的其中一個優點是能夠使用多種不同容量的彈匣供彈，當然這也要因應握把的長度和厚度而定，另一個優點是即使用了高容量彈匣也不會令握把顯得過大及笨重從而降低機動性，還有精度高也是此槍的一個優點。另外，此槍附有戰術導軌，能夠對應如戰術燈和雷射燈等戰術配件。
據稱，STI 5.0戰術型是一款多用途手槍，它非常適合從警察到特警隊等執法部門使用，同時也適合給平民用作防身用途。

## 使用國
- 丹麦
  - 特種部隊單位
- 马来西亚
  - 馬來西亞皇家警察特別行動指揮部
- 美国
  - 美國陸軍三角洲部隊
  - 美國法警局特別行動組

## 另見
- M1911手槍
- 柯爾特三角精英
- 柯爾特OHWS
- 柯爾特滑軌
- 金柏特裝型
- MEU
- 帕拉軍工廠P14-45
- 帕拉軍工廠P18-9
- 雷明登1911 R1
- SIG M1911
- 固體概念1911 DMLS

## 外部連結
- STI公司官網